# Corrent de Leeuwin

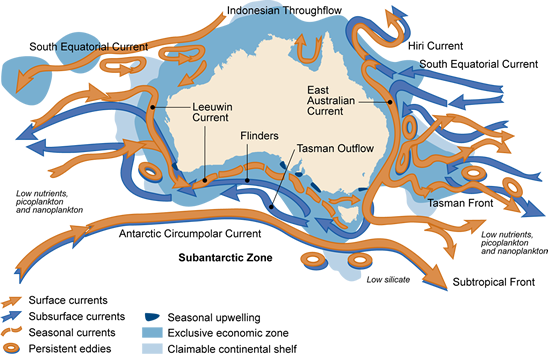
Corrents oceànics que envolten Austràlia. El corrent de Leeuwin pot ser vist fregant la costa australiana occidental.

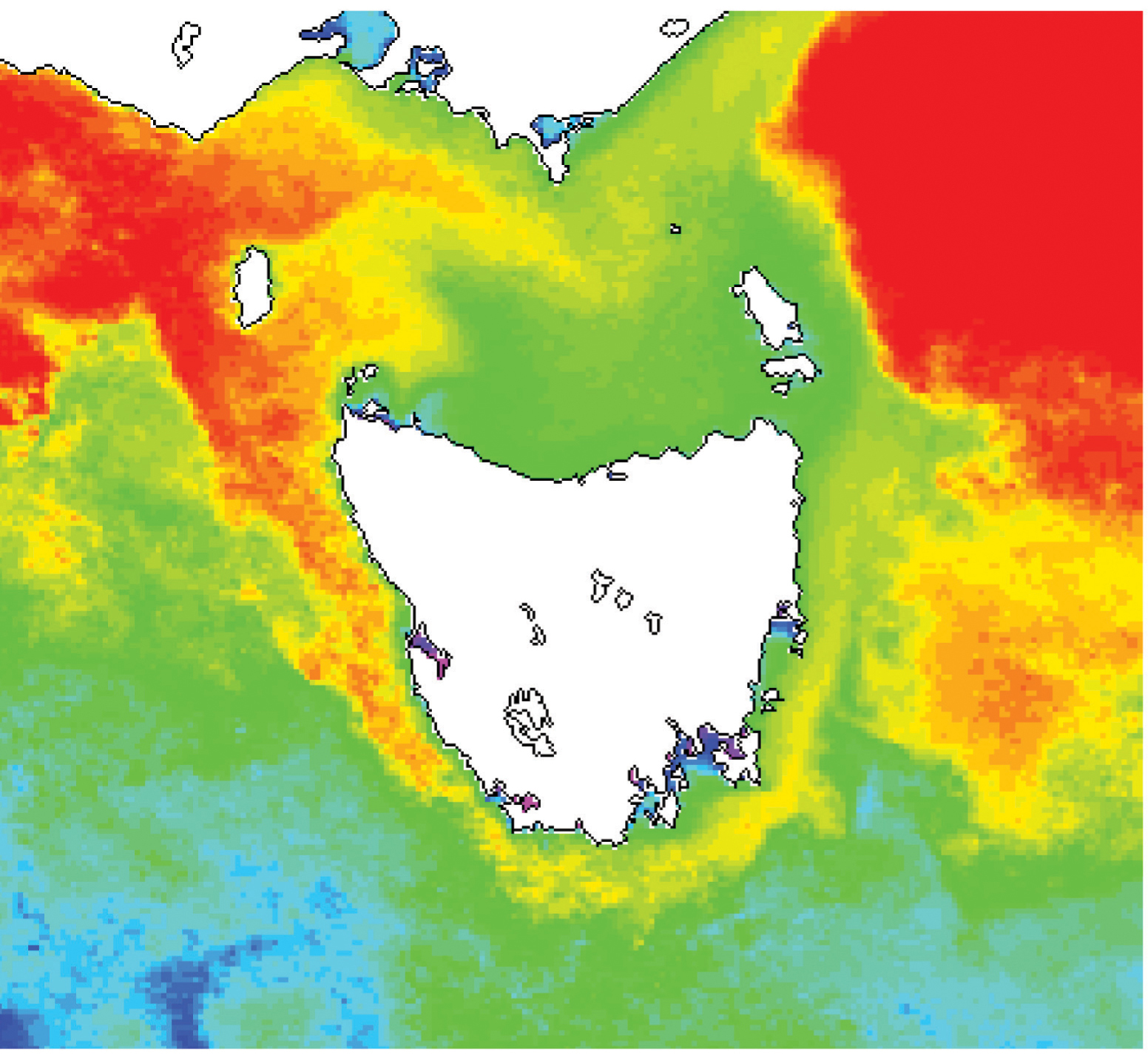
Els satèl·lits orbitants de la NOAA - CSIRO orbitant pel pol obtenen les dades de temperatura de la superfície del mar per anàlisi de la radiació generada. (Composicio de la Imatge de 15 dies que mostra l'extensió del corrent de Leeuwin al voltant de Tasmània)

El corrent de Leeuwin és un corrent oceànic tebi que flueix cap al sud prop de la costa occidental d'Austràlia. Gira pel Cap Leeuwin per entrar a aigües al sud d'Austràlia on la seva influència estén tan lluny com ara Tasmània.
El Corrent Australià De l'Oest i el contracorrent del sud d'Austràlia, els quals són produïts pel Corrent circumpolar Antàrtic o corrent dels Vent de l'oest en l'Oceà Índic del sud i a Tasmània, respectivament, flueix en la direcció oposada, produint un del més interessant sistemes actuals oceànics en el món.
La seva força varia a través de l'any; és més dèbil durant els mesos d'estiu (hivern en l'hemisferi del nord) de novembre a març quan els vents tendeixen per bufar fortament del del sud-oest cap al nord. El flux més gran és durant la tardor i hivern (març a novembre) quan que s'hi oposen són més dèbils. L''Evaporació del corrent de Leeuwin durant aquest període contribueix molt a la pluviositat en la regió d'Austràlia Occidental.
La velocitat típica del corrent de Leeuwin i els seus remolins és d'aproximadament 1 nus (50 cm/s), tot i que velocitats de 2 nusos (1 m/s) són comuns, i la velocitat més alta mai enregistrada per una boia a la deriva connectada a un satèl·lit era 3,5 nusos (6.5 km/h). El corrent Leeuwin és poc profund respecte el sistema general de corrents: Uns 300 m aproximadament, i circula per damunt sobre un contracorrent que es dirigeix cap al nord: El Corrent de Jaç (sotacorrent) de Leeuwin.
El corrent de Leeuwin és molt diferent dels més frescs, corrents adreçats cap a l'equador que flueixen al llarg de les costes de latituds equivalents com ara la costa del sud-oest africà (el Corrent de Benguela); la llarga costa de Xile-Perú (el Corrent Humboldt), on les surgències d'aigües fresques riques en nutrients des de les profunditats resulten en les més productives zones de pesca; el Corrent de Califòrnia, el qual porta condicions atmosfèriques de boira a San Francisco; o el fresc Corrent de Canàries d'Àfrica Del nord.
A causa del Corrent de Leeuwin, les aigües de la plataforma continental d'Austràlia Occidental són més tèbies durant l'hivern i més fresques durant l'estiu que en les regions corresponents d'altres continents. El Corrent de Leeuwin és també responsable de la presència del més meridionals veritables coralls a les Illes Abrolhos i el transport d'espècies marines tropicals per davall de la costa oest i a través del Gran Badia Australiana.

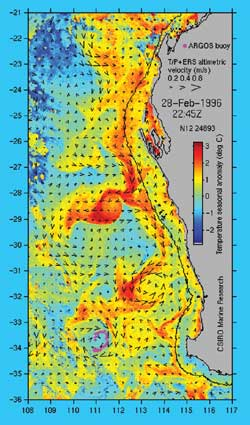
Dades de dos instruments de satèl·lit s'empren per construir aquesta imatge del Corrent de Leeuwin. La informació de temperatura de superfície del mar ve del satèl·lit US NOAA 14 mentre la velocitat de corrent en superfície és derivada de mides de nivell del mar fetes per l'altímetre incorporat al satèl·lit. Les dades de nivell del mar són la combinació dels altímetres del satèl·lit Topex/Poseidon (EUA/França) i l'ERS europeu

El ‘nucli' del Corrent de Leeuwin generalment pot ser detectat com a cim en la temperatura de superfície amb una disminució de temperatura forta més enllà dels límits del corrent. La diferència de temperatura en superfície a través del Corrent és aproximadament 1 °C a l'alçada de North West Cape, 2° a 3° a Fremantle i pot ser per damunt de 4° a l'alçada d'Albany en la Gran Badia Australiana. El corrent freqüentment trenca mar endins, formant remolins tant en sentit horari com antihorari.
L'existència del corrent Leeuwin fou per primera vegada suggerida per William Saville-Kent en 1897. Saville-Kent va anotar la presència d'aigua tropical tèbia al voltant de l'arxipèlag Houtman Abrolhos, havent-hi aigua allà en ple hivern molt més tèbia que entre les illes i la costa adjacent. L'existència del corrent va ser confirmada amb els anys, però no caracteritzat i anomenat fins que Cresswell i Golding ho va fer durant la dècada de 1980.